# Вайнер, Самуэль
Самуэль Вайнер (порт. Samuel Wainer, при рождении Самуил Хаимович Вайнер; 19 декабря 1910, Единцы, Хотинский уезд, Бессарабская губерния — 2 сентября 1980, Сан-Паулу, Бразилия) — видный бразильский журналист и редактор.

## Биография
В двухлетнем возрасте эмигрировал с родителями, Хаимом и Дорой Вайнерами, в Бразилию (Сан-Паулу). В семье росли ещё три сына — Артур, Хосе и Маркос. С 1927 года учился на фармацевта в Колежиу Педру II в Рио-де-Жанейро. В период учёбы начал публиковаться в журнале Ассоциации еврейских студентов (Associação de Estudantes Israelitas). В 1933 году стал постоянным колумнистом журнала «Diário de Notícias».
Самуэль Вайнер на протяжении многих лет был репортёром газеты «Diários Associados», единственный бразильский журналист на Нюрнбергском процессе.
В 1938 году основал и стал редактором оппозиционного, прокоммунистического журнала «Diretrizes» (порт.), в 1951 году также проправительственной ежедневной газеты «Última Hora» (порт.). Начав с прокоммунистических позиций и оппозиции президенту  Жетулиу Варгасу, Вайнер впоследствии перешёл на правые позиции и стал близким сторонником Варгаса и одним из самых влиятельных журналистов в стране («Grande Samuel»). С 1964 года жил в изгнании в Париже. В это время газета «Última Hora» была переведена из Рио-де-Жанейро в Сан-Паулу, куда Вайнер вернулся несколько лет спустя.
Первая жена (с 1933 года) — Блюма Вайнер (Bluma Wainer, урождённая Шафир), близкая подруга и конфидантка писательницы Клариси Лиспектор.
Вторая жена — бразильская журналистка и модель Дануза Леан (Danuza Leão, род. 1933; сестра певицы Нары Леан). Дочь — художник Дебора Вайнер (Débora "Pinky" Wainer); сыновья — продюсер Бруно Вайнер (Bruno Wainer, род. 1960) и журналист Самуэль Вайнер (младший, род. 1955).
Имя Самуэля Вайнера носит школа в Сан-Паулу (Escola Estadual Samuel Wainer).